# Yahualica de González Gallo (kommun)
Yahualica de González Gallo är en kommun i Mexiko.   Den ligger i delstaten Jalisco, i den centrala delen av landet, 400 km väster om huvudstaden Mexico City.
Följande samhällen finns i Yahualica de González Gallo:
- Yahualica de González Gallo
- El Mirador
- Tecoluta
- La Cerca Blanca
- Apozol de Gutiérrez
- Río Colorado de Arriba
- Colonia Ganadera
- Las Ciénegas
- La Calera
- La Estancia
- El Tulillo
- La Jarrilla
- La Colonia San Juanito